# Ponte George Washington

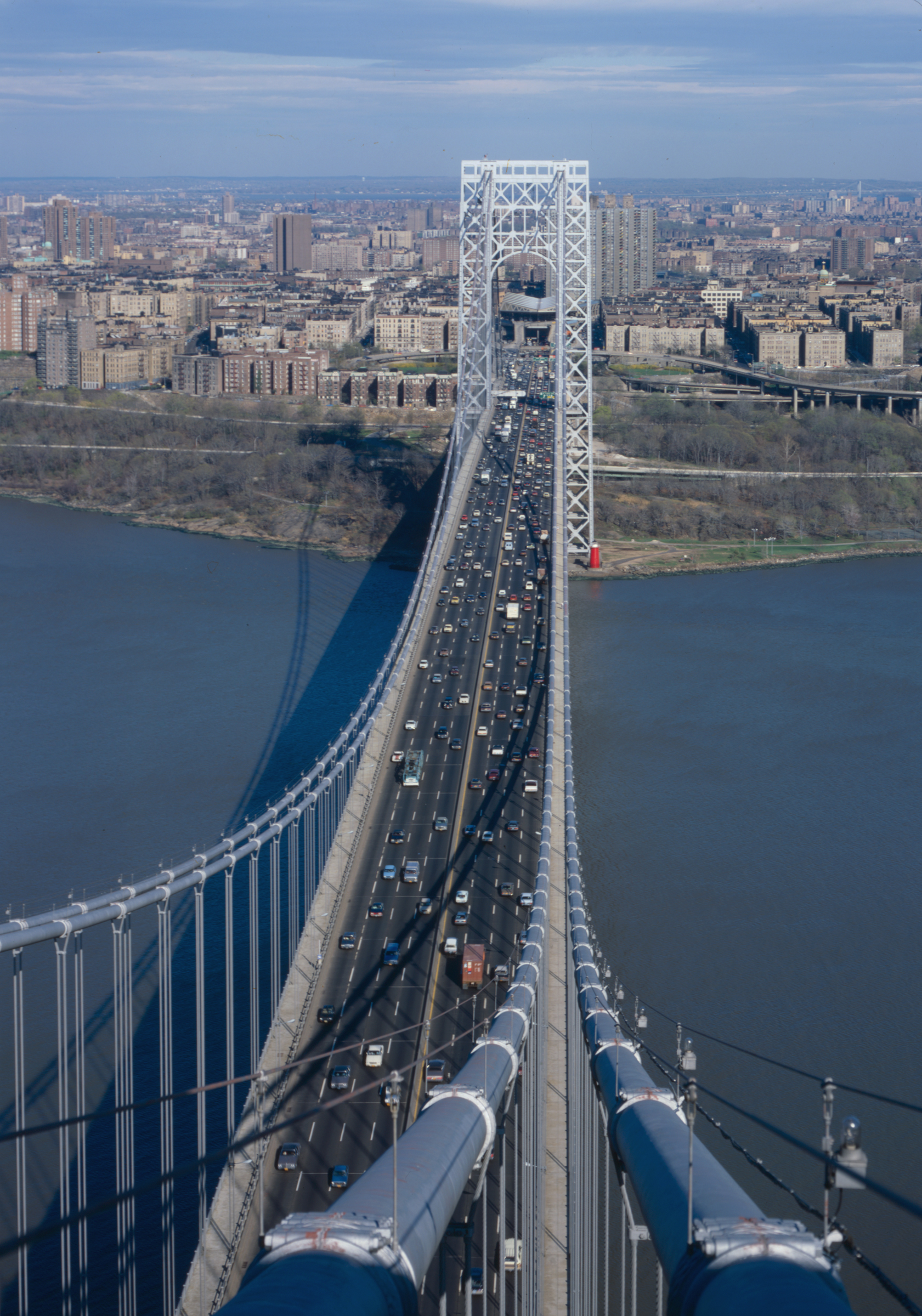
A George Washinton Bridge.

A Ponte George Washington (em inglês: George Washington Bridge) também conhecida por GWB, é uma ponte que conecta a ilha de Manhattan em Nova Iorque ao estado de Nova Jersey, passando sobre o Rio Hudson, nos Estados Unidos da América.
É uma ponte pênsil de dois andares que atravessa o rio Hudson, conectando o bairro de Manhattan com o bairro de Fort Lee. A ponte leva o nome de George Washington, o primeiro presidente dos Estados Unidos. A ponte George Washington é a ponte de veículos motorizados mais movimentada do mundo, transportando mais de 103 milhões de veículos por ano em 2016. É propriedade da Autoridade Portuária de Nova York e Nova Jersey, uma agência governamental bi-estadual que opera infraestrutura nos portos de Nova York e Nova Jersey. A ponte George Washington também é informalmente conhecida como Ponte GW, GWB, GW ou George, e era conhecida como Ponte Fort Lee ou Ponte do Rio Hudson durante a construção.
A ideia de uma ponte sobre o rio Hudson foi proposta pela primeira vez em 1906, mas foi somente em 1925 que as legislaturas estaduais de Nova York e Nova Jersey votaram para permitir o planejamento e a construção de tal ponte. A construção da ponte George Washington começou em outubro de 1927; a ponte foi inaugurada cerimonialmente em 24 de outubro de 1931 e aberta ao tráfego no dia seguinte. A abertura da ponte George Washington contribuiu para o desenvolvimento do condado de Bergen, em Nova Jersey, onde Fort Lee está localizado. O convés superior foi alargado de seis para oito faixas em 1946. O convés inferior de seis faixas foi construído sob o vão existente de 1958 a 1962 devido ao crescente fluxo de tráfego.
A ponte George Washington é um importante corredor de viagens na área metropolitana de Nova York. Possui um nível superior com quatro faixas em cada direção e um nível inferior com três faixas em cada direção, para um total de 14 faixas de deslocamento. O limite de velocidade na ponte é de 45 mph (72 km/h). O nível superior da ponte também permite o tráfego de pedestres e bicicletas.
A ponte George Washington mede 1 450 m de comprimento e tem um vão principal de 1 100 m. Ela tinha o vão de ponte principal mais longo do mundo na época de sua abertura e manteve essa distinção até a abertura da Ponte Golden Gate em 1937.

## Na cultura popular
Vários livros foram escritos sobre a ponte George Washington. A construção da ponte é detalhada nos livros George Washington Bridge: A Timeless Marvel e George Washington Bridge: Poetry in Steel. A ponte e o Farol de Jeffrey's Hook, que fica nas proximidades, são os temas do livro infantil The Little Red Lighthouse e da Great Grey Bridge, escrito em 1942 por Hildegarde Swift.